# Franco Vázquez
Franco Damián Vázquez, född 22 februari 1989, är en argentinsk-italiensk fotbollsspelare som spelar för Parma. Han har tidigare spelat för Palermo, Belgrano samt varit utlånad till spanska Rayo Vallecano.

## Karriär
Den 29 juni 2021 värvades Vázquez av italienska Serie B-klubben Parma, där han skrev på ett tvåårskontrakt.